# Millom
Millom er en by og civil parish på nordkysten af flodmundingen på floden Duddon i den sydligste delaf Cumberland, Cumbria, England. Den ligger lige udenfor Lake District National Park, omkring 10 km i fugleflugt nord for Barrow-in-Furness (37 km på vejene) og 42 km syd for Whitehaven.
Millom blev opført som en planlagt by i 1866 og opslugte landsbyen Holborn Hill. Den blev bygget omkring jernværkerne, og byens indbyggertal voksede til over 10.000 personer i 1960'erne, men siden jernværkerne blev lukket i 1968 er dette tal faldet.
Millom nævnes i Domesday Book fra 1086 som en af de byer, der udgør Manor of Hougun som var ejet af Tostig Godwinson, jarl af Northumbria.
Millom Castle er en listed building af første grad og et scheduled ancient monument, der kan føres tilbage til 1100-tallet. I 1739 blev den dog beskrevet som forfalden.
Navnet Millom er cumbriansk dialekt for "Ved møllerne".
Digteren Norman Nicholson blev født i Millom.